# Stanisław Ziarkiewicz
Stanisław Witold Ziarkiewicz (ur. 18 lutego 1915 w Wiedniu, zm. 27 maja 1987 w Myślenicach) – polski nauczyciel i ekonomista, poseł na Sejm PRL II i III kadencji.

## Życiorys
Uzyskał wykształcenie wyższe w Wyższej Szkole Handlu Zagranicznego. Walczył w wojnie obronnej w 1939, służył w Armii Krajowej, uwięziony w obozie koncentracyjnym Groß-Rosen. Należał do Związku Bojowników o Wolność i Demokrację.
Po wojnie został członkiem Polskiej Zjednoczonej Partii Robotniczej, pełnił mandat radnego. Pracował na stanowisku dyrektora Technikum Rachunkowości w Myślenicach w latach 1946–1978. W 1957 i 1961 uzyskiwał mandat posła na Sejm PRL w okręgach kolejno Myślenice i Wadowice. Przez dwie kadencje zasiadał w Komisji Planu Gospodarczego, Budżetu i Finansów.
Odznaczony Krzyżem Oficerskim Orderu Odrodzenia Polski, Medalem Komisji Edukacji Narodowej, odznaką tytułu honorowego „Zasłużony Nauczyciel Polskiej Rzeczypospolitej Ludowej” oraz innymi odznaczeniami państwowymi i resortowymi.
Pochowany 29 maja 1987 na Siradomiu w Myślenicach.